# 비오템
비오템(Biotherm)은 프랑스의 피부 관리 제품을 다루는 회사다.

## 역사
20세기 초반 프랑스의 지니 마리살(Jeanine Marissal) 박사는 피레네산맥에 있는 광물 온천수에서 열 플랑크톤(Thermal Plankton)을 발견하였다. 이 플랑크톤은 피부 재생과 관리에 큰 효과를 준다고 알려져 있었다. 지니 박사는 이 발견에 대한 지적 재산권을 신청하고 1952년 지적 재산권을 획득해 피부 관리 제품에 활용하였다.
즉, 비오템은 Biologist(생물학자)의 앞 글자를 딴 Bio와 Thermal Plankton(열 플랑크톤)의 앞 글자를 딴 Therm이 합쳐진 이름이다. 1970년 로레알은 비오템을 인수하였다.